# Малхолл, Майкл
Майкл Малхолл (англ. Michael George Mulhall, он же Михаил Мюльгалль — (1836—1900) английский статистик и журналист.
Автор «The Progress of the World» (1880), «Dictionary of Statistics» (1886),
«History of prices since 1850» (Лондон, 1885), «Industries and wealth of nations» (Лондон, 1896), «National progress in the Queen’s reign. 1837 — 97» (Лондон, 1897) и других книг.
Его жена Марион Малхолл написала «Between the Amazon and the Andes» и другие книги.